# アヴェ・レジーナ・チェロールム
アヴェ・レジーナ・チェロールム (Ave regina caelorum) は、キリスト教聖歌のアンティフォナ。カトリック教会における伝統的な聖母賛歌の一つでもあり、日本のカトリック教会では「天の元后、天の女王」の名で親しまれてきた。「めでたし天の后」「めでたし天の女王」「幸いなるかな天の女王」とも。
西方教会のうち、カトリック教会における聖務日課の「終課」で歌われる、聖母マリアのための4つのアンティフォナの一つである。プロテスタントや、東方教会（正教会・東方諸教会）においては用いられない。

## テキスト

### ラテン語
```
Ave regina caelorum
ave Domina angelorum
salve radix salve porta
ex qua mundo lux est orta

Gaude virgo gloriosa
super omnes speciosa
vale o valde decora
et pro nobis Christum exora

```

## 聖母マリアのための4つのアンティフォナ
- サルヴェ・レジーナ （Salve regina、元后あわれみの母）
- レジーナ・チェリ（Regina coeli、天の元后、喜びたまえ）
- アヴェ・レジーナ・チェロールム（Ave Regina caelorum、天の元后、天の女王）
- アルマ・レデンプトリス・マーテル（Alma Redemptoris Mater、救い主を育てた母）